# Thecotheus
Thecotheus is een geslacht van schimmels behorend tot de familie Caliciaceae. De typesoort is Thecotheus pelletieri.

## Soorten
Volgens Index Fungorum telt het geslacht 23 soorten (peildatum maart 2023):
| Soortnaam                   | Auteur(s)                                 | Publicatiejaar |
| --------------------------- | ----------------------------------------- | -------------- |
| Thecotheus africanus        | R.S. Khan & J.C. Krug                     | 1987           |
| Thecotheus biocellatus      | (Petr.) Aas                               | 1992           |
| Thecotheus cinereus         | (P. Crouan & H. Crouan) Chenant.          | 1918           |
| Thecotheus crustaceus       | (Starbäck) Aas & N. Lundq.                | 1992           |
| Thecotheus formosanus       | Yei Z. Wang                               | 1994           |
| Thecotheus harasisus        | Gené, El Shafie & Guarro                  | 1993           |
| Thecotheus himalayensis     | S.C. Kaushal                              | 1980           |
| Thecotheus holmskjoldii     | (E.C. Hansen) Chenant.                    | 1918           |
| Thecotheus inaequilateralis | Aas                                       | 1992           |
| Thecotheus keithii          | (W. Phillips) Aas                         | 1992           |
| Thecotheus lundqvistii      | Aas                                       | 1992           |
| Thecotheus neoapiculatus    | Doveri & Coué                             | 2008           |
| Thecotheus pallens          | (Boud.) Kimbr.                            | 1969           |
| Thecotheus pelletieri       | (P. Crouan & H. Crouan) Boud.             | 1869           |
| Thecotheus perplexans       | (Faurel & Schotter) J.C. Krug & R.S. Khan | 1987           |
| Thecotheus phycophilus      | Pfister                                   | 1981           |
| Thecotheus platyapiculatus  | I. Kušan & Matočec                        | 2015           |
| Thecotheus rivicola         | (Vacek) Kimbr. & Pfister                  | 1973           |
| Thecotheus setisperma       | Le Gal                                    | 1963           |
| Thecotheus strangulatus     | (Velen.) Aas                              | 1992           |
| Thecotheus uncinatus        | Aas                                       | 1992           |
| Thecotheus urinamans        | Nagao, Udagawa & Bougher                  | 2003           |
| Thecotheus viridescens      | E. Ludw.                                  | 1989           |